# Gudsageren
Gudsageren er Brødremenighedens kirkegård i Christiansfeld. Karakteristisk er alle gravene ens med en flad gravsten, der vender mod øst. Kvinderne ligger begravet til i den østlige del og mændene i den vestlige.
Kirkegården blev grundlagt i 1773 og den blev indviet med den første begravelse foretaget 2. april 1774 (menighedens første dødsfald var dog allerede 26. september 1773), og siden er ca. 2.000 blevet begravet på Gudsageren. I modsætning til de fleste danske kirkegårde bliver gravene ikke sløjfet, men får lov at ligge i al evighed.
Gudsageren blev fredet i 1988.
I 1990'erne blev alle gravstenene registreret og anbragt på en støbt sokkel.
De gamle træer langs de centrale gangstier og på Kirkegårds Alle blev fældet i 2018 og erstattet med nye.
- Indgang og Kirkegårdsalle
- Parti af kirkegården
- Første gravsted på Gudsageren
- Lysthus på kirkegården
- Mindesmærke for omkomne fra Slaget ved Kolding
- Mindesmærke for sognets omkomne i 1. verdenskrig
- Kirkegården i 2017